# Задыхин, Яков Леонтьевич
Яков Леонтьевич Задыхин (псевд. Язин, дядя Яша; ноябрь 1897, Судачье, Саратовская губерния — 20 августа 1951, Ленинград) — советский драматург.

## Биография
Родился в 1897 году в селе Судачье Саратовской губернии в крестьянской семье.
Вырос в Чарджоу, куда вскоре после его рождения переехала семья вслед за отцом уехавшим на заработки в Туркестан.
Во время Гражданской войны бойцом Красной Армии участвовал в боях с басмачами на Закаспийском и Туркестанском фронтах.
С 1919 года начал печататься в газете Туркестанского фронта «Красный флаг» и газете-органе Туркестанской республики «Наша газета», выходивших в Ташкенте.
В 1920 году учился в Центральной театральной школе в Ташкенте.
В 1921—1922 годах учился в Москве в театральной студии им. А. С. Грибоедова.
С 1923 года в Ленинграде — актёр, а затем драматург Госагиттеатра:

Наиболее значительной работой театра явилась постановка пьесы Задыхина «Хулиган» в ноябре 1925 года. … После бурного успеха этой пьесы Задыхин становится основным драматургом театра.— Борис Михайлович Филиппов
Работал в Губполитпросвете инструктором по самодеятельности рабочих клубов, неоднократно работал на агитационом пароходе, курсировавшем по Мариинской водной системе.
В 1930—1934 годах работал в комитете радиовещания Ленинграда, выступал на радио и в газетах с агитстихами.
В 1934—1941 годах работал в редакциях районных газет и в рабочих клубах Ленинградской области.
Участник Великой Отечественной войны с сентября 1941-го. Участник обороны Ленинграда, блокадник. С лета 1942 года как не строевой, красноармеец-писатель служил начальником библиотеки 46-й стрелковой дивизии, с 1943 года в топографической службе артбатареи той же дивизии. Был контужен и ранен. Писал и читал бойцам переднего края рассказы, написал историю части, театральное представление о боевом пути части. Работал в красноармейской газете. Демобилизован в феврале 1945-го.
Награждён медалями «За оборону Ленинграда» (1943), «За отвагу» (1944), «За победу над Германией» (1945).

В боях с немецко-финскими захватчиками много раз проявил мужество и отвагу. Во время прорыва укреплённой обороны финнов в районе Белоостров, 10.06.1944, он находился на переднем крае и под огнём противника проводил топографические работы.— из приказа о награждение медалью «За отвагу», 17 июня 1944
Умер 20 августа 1951 года. Похоронен на Богословском кладбище.

## Творчество
Печатался с 1919 года в газетах Туркестана («Наша газета», «Красный флаг»).
С 1923 года выступал как драматург. Автор инсценировок для деревенской самодеятельности, в том числе: «Мы: Запевка к Октябрю» (1923), «О кооперативе и купце Вавиле» (1924), «Рыжий бунтарь» (1924), «Июльские дни» (1924), «Вихри враждебные». Автор свыше десяти пьес для рабочего театра, в том числе «Хулиган» (1925), «О 1905-м» (1926), «Новоселье» (1927), «О Свистулькине и его злоключениях» (1927), «Лемехи» (1928), «Зеленый звон» (1931).
Автор либретто оперы «Плотина» композитора А. В. Мосолова (1930, не была поставлена).
В начале 1930-х годов на радио Ленинграда выступал как автор и чтец агитстихов стихов, в том числе радиосерии «Беседы дяди Яши про дела и делишки наши».
В Ленинградском ТЮЗа шли его пьесы «Авдотья из Комзайма» и «Махтум».
Написал сценарий фильма «Кузня Уть» (1927), в котором как актёр сыграл главную роль.